# God Save the Queen (Sex Pistols)
God Save the Queen è il secondo singolo discografico della band punk Sex Pistols. Fu pubblicato il 27 maggio 1977, durante il giubileo d'argento di Elisabetta II del Regno Unito.
Nonostante molti credano che la canzone sia stata creata appositamente per il Giubileo, la band ha sempre negato ciò. Paul Cook disse: «Non è stata scritta specificatamente per il Giubileo della regina. Non eravamo informati di questo all'epoca, non era un'opera studiata a tavolino per venire fuori e scioccare tutti». Johnny Rotten spiegò poi il significato del testo dicendo: «Non si scrive una canzone come God Save the Queen perché si odiano gli inglesi. Si scrive una canzone come questa perché si amano e si è stanchi di vederli maltrattati». I Sex Pistols infatti originariamente intendevano intitolare la canzone No Future, ma il loro manager Malcolm McLaren, sapendo dell'imminente Giubileo d'Argento della regina, convinse la band a cambiare il nome del singolo in God Save the Queen, e ne ritardò l'uscita per farla coincidere con la manifestazione.
Il 10 giugno 1977, il giorno stesso del Giubileo, la band cercò di suonare la canzone su una barca sul Tamigi, di fronte al palazzo di Westminster. Dopo una rissa che coinvolse Jah Wobble e un cameraman, la barca attraccò e undici persone furono arrestate. La canzone salì al secondo posto nella classifica ufficiale "UK Singles Chart", sebbene circolassero delle voci, mai confermate né negate, secondo le quali God Save the Queen fosse in realtà il singolo più venduto nel Regno Unito in quel periodo ma che, per il suo contenuto offensivo e provocatorio, fosse stato bloccato al secondo posto. Comunque raggiunse la prima posizione nella classifica non ufficiale NME.
Fu poi bandito dalla radio della BBC e l'Independent Broadcasting Authority, un'associazione che controlla e regola le trasmissioni nel Regno Unito, proibì di mandare in onda qualsiasi sua esecuzione. Visto inoltre che molti negozi decisero di non vendere questo singolo, è anche possibile che la posizione numero due nella classifica ufficiale non fosse stata dovuta a una vera e propria macchinazione politica, ma semplicemente al fatto che in quell'occasione fossero stati scelti per il sondaggio dei dischi più venduti parecchi negozi che si erano rifiutati di vendere God Save the Queen.
La frase conclusiva «No future» (tradotto "Nessun futuro") è diventata un vero e proprio emblema del movimento punk rock: anche se l'uso di quest'affermazione nella canzone è abbastanza ambiguo, quello che vuole significare è che non c'è futuro per il sogno dell'Inghilterra. Questo concetto fornì anche il titolo del documentario sulla storia dei Sex Pistols realizzato da Jon Savage nel 1991, chiamato appunto England's Dreaming.
Prima che il gruppo siglasse il contratto con la Virgin, un piccolo numero di copie di God Save the Queen fu stampato e diffuso dall'etichetta A&M. Attualmente queste rare copie sono considerate le più preziose mai stampate in Gran Bretagna, con un valore stimato al 2006 che può variare da 500 a 13.000 sterline inglesi a copia.

## Classifiche
La rivista Rolling Stone classificò questo singolo al 173 posto della loro lista dei 500 migliori brani. La rivista musicale britannica Sounds lo nominò singolo dell'anno (Single of the Year) nel 1977. Nel 1989 venne inserito al diciottesimo posto nella classifica della NME dei migliori singoli di tutti i tempi. Il Q Magazine, rivista musicale inglese, nel 2002 lo inserì nella lista delle 50 canzoni più emozionanti di sempre (The 50 Most Exciting Tunes Ever...) e nel 2003 al terzo posto della classifica delle 100 canzoni che hanno cambiato il mondo (100 Songs That Changed The World). Nel 2007 la NME lanciò una campagna per far arrivare la canzone al primo posto delle classifiche inglesi, tuttavia raggiunse solo il quarantaduesimo posto.

## Cover
Il brano ha visto varie reintepretazioni. 
- Le prime due frasi della canzone si possono sentire alla fine del brano Fegato, fegato spappolato di Vasco Rossi;
- Una cover di God Save the Queen è stata inserita dai Motörhead nel loro album del 2000 We Are Motörhead;
- Nel 2004 Enrico Ruggeri ha inserito una sua versione del pezzo nell'album Punk prima di te;
- Una parte del brano è stata suonata dal vivo dai Foo Fighters agli MTV Europe Music Awards 2007;
- Nel 2022 dopo la morte della Regina Elisabetta II e l'accesso al trono di Re Carlo III , la band italiana dei BATCAVERNA ha realizzato la cover "God Save the King" https://londonjournal.co.uk/?s=batcaverna